# 閻
閻（えん）または閆は、漢姓のひとつ。

## 中国の姓
中華圏の一般的な姓で、2020年の中華人民共和国の第7回全国人口調査（国勢調査）に基づく姓氏統計によると中国で77番目に多い姓であり、358.93万人がいる。一方、台湾の2018年の統計では「閻」が第174位で、2,881人がいる。「閆」が第422位で、238人がいる。
現行本の『百家姓』で、「閻」は327番目、「閆」は460番目に分かれて出てくるが、この2字が別字であるかどうかには問題がある。

### 文字
「閻」と「閆」は一応別の字とされるが、「閆」は古い書物に見えない。『五音篇海』に『俗字背篇』を出典として「閆」字を載せ、「閻」に同じとしている。おそらく本来は「閻」の異体字と考えられる。『正字通』で「閆」を姓のための専用字とし、それを継承した『康熙字典』・『大漢和辞典』にも「閆」が載せられている。
簡体字では古くは「阎」のみで「闫」を異体字としていた。1977年の第二次漢字簡化方案では「闫」に統一されたが、この方案は廃止された。現在は「阎」と「闫」を分けているが、本来「阎」であっても姓には「闫」の字が使われることが多い。だが、姓氏辞典の類で、「闫」を見出しに立てずに、「阎は闫とも書く」と簡単にすませてしまっているものもある。

### 著名な人物
- 閻氏 - 後漢の安帝の皇后。閻氏の一族は外戚として猛威をふるった。安帝の没後に劉懿を擁立するが、懿は病死し、閻氏の一族は皆殺しにされた。
- 閻行 - 後漢末の人物。
- 閻圃 - 後漢末から三国時代の魏の政治家。
- 閻立本 - 唐の画家。
- 閻若璩 - 清の学者。
- 閻錫山 - 中華民国の軍人。
- 閻森 - 卓球選手。
- 閻涵 - フィギュアスケート選手。

## 朝鮮の姓
閻（えん、ヨム、朝: 염）は、朝鮮人の姓の一つだったが、1930年の国勢調査当時、初めて登場し、当時、既に世系の伝を失っており、本貫も不明でその考証は難しいが、高麗の太祖朝に、中国から帰化して義刑台令を歴任した閻長が文献上の初見である。1985年、経済企画院実施の「人口センサス」の集計結果285姓氏には含まれておらず、姓を改めたとも考えられる が、中国東北地方に暮らす朝鮮族には、滅多に見られないものの存在するという。これについて以下に述べる。

### 著名な人物
- 閻長（朝鮮語版） - 新羅・神武王時代の将軍。
- 閻興漢 - 吉林前郭爾羅斯県の人、朝鮮人民軍825部隊中隊長、烈士（1915年 - 1950年）[10][9]。

### 人口と割合
1930年度国勢調査の際は全北沃溝郡開井面峨山里に、1世帯が確認されているが 、その後何度も行われた調査ではいずれも1軒も確認されていない。また中国東北地方に暮らす朝鮮族でも滅多に見られないものの、吉林省和竜市では現在でもこの姓が確認されているため、既に1930年の段階で朝鮮王朝後期以降の間島地方への移住や、1905年の第2次日韓協約による韓国の保護国化、1910年の日韓併合以降の日本支配を嫌って、一族の多くが抗日義兵や難民として東北地方に移住していた可能性もある。あるいは1945年以降の独立後に、朝鮮戦争などの混乱で難民として流出した可能性もある。
| 年度   | 人口             | 世帯数 | 順位 | 割合 |
| ------ | ---------------- | ------ | ---- | ---- |
| 1930年 | （世帯のみ調査） | 1世帯  | －   | －   |
| 1960年 | 0人              | －     | －   | －   |
| 1985年 | 0人              | 0世帯  | －   | －   |
| 2000年 | 0人              | 0世帯  | －   | －   |
| 2015年 | 24人             |        |      |      |